# Pavel Bravený
Pavel Bravený (25. ledna 1931 Brno – 31. července 2018 Brno) byl český fyziolog a vysokoškolský učitel, v letech 1990 až 1991 děkan Lékařské fakulty Masarykovy univerzity (LF MU).
V roce 1956 absolvoval studium na Lékařské fakultě Masarykovy univerzity, kde se zaměřil na obor fyziologie. V roce 1969 se habilitoval, ale v důsledku normalizace byl nucen opustit LF MU. Poté působil jako vědecký pracovník Fakultní nemocnice u sv. Anny.
Po sametové revoluci byl v roce 1990 jmenován profesorem, přednostou fyziologického ústavu a stal se také prvním porevolučním děkanem LF MU. V roce 1991 jej ve funkci nahradil Josef Bilder. Bravený poté do roku 1998 působil jako prorektor Masarykovy univerzity. Působil rovněž jako člen univerzitní Rady pro kulturu. Za svou kariéru publikoval téměř 200 odborných prací. Byl členem Česká lékařské společnosti Jana Evangelisty Purkyně, České fyziologické společnosti a České kardiologické společnosti. V roce 1999 obdržel zlatou medaili Masarykovy univerzity. V lednu 2017 mu byla udělena cena města Brna v oboru lékařské vědy a farmacie.
Zemřel ve věku 87 let v červenci 2018 v Brně. Byl ženatý, se svou ženou Jiřinou měl syna Tomáše.